# Stigmatomyces ilytheae
Stigmatomyces ilytheae är en svampart som beskrevs av Thaxt. 1917. Stigmatomyces ilytheae ingår i släktet Stigmatomyces och familjen Laboulbeniaceae.   Inga underarter finns listade i Catalogue of Life.